# 波夫斯坦西克
46°31′23″N 30°15′27″E / 46.52306°N 30.25750°E
波夫斯坦斯凱（烏克蘭語：Повстанське）是位於烏克蘭西南部的村莊，由敖德萨州敖德萨区的比利亞伊夫卡市鎮負責管轄。該村始建於1963年，面積0.54平方公里，海拔高度104米，2001年人口407，人口密度每平方公里753.7人。